# Be the One (canção de Dua Lipa)
"Be the One" é uma música da cantora britânica Dua Lipa de seu álbum homônimo de estréia (2017). Ela foi escrita por Lucy Taylor, Digital Farm Animals e Jack Tarrant, e produzida por Digital Farm Animals. A canção foi lançada em 30 de outubro de 2015 como o segundo single do álbum.
A música alcançou sucesso nas paradas em toda a Europa continental e Austrália. Depois de ser enviada para as estações de rádio no Reino Unido em 30 de dezembro de 2016, "Be the One" entrou no UK Singles Chart, pela primeira vez, atingindo o número nove. A canção também se tornou o segundo número um de Lipa na Billboard Dance Club Songs, chart nos Estados Unidos.

## Plano de fundo e composição
"Be the One" é uma canção do gênero synthpop. Em uma entrevista para a Nylon magazine, Lipa afirmou que a canção é sobre "auto-crença, perseverança, e lutar pelo que você quer [...] Neste caso, trata-se de um relacionamento, mas realmente, esta é uma atitude que eu tento trazer em tudo na minha vida."

## Vídeos de música
O primeiro vídeo musical para "Be the One" foi dirigido por Nicole Nodland e filmado nas ruas de Soho, em Londres. Foi lançado em 29 de outubro de 2015.
Um segundo vídeo da música foi lançado em 5 de dezembro de 2016, no Vevo. Ele foi dirigido por Daniel Kaufman e apresenta o ator norte-americano Ansel Elgort.

## Lista de faixas
| Digital download |              |                                               |                                   |         |  |
| N.º              | Título       | Compositor(es)                                | Produtor(es)                      | Duração |  |
| 1.               | "Be the One" | Lucy Taylor Digital Farm Animals Jack Tarrant | Digital Farm Animals Jack Tarrant | 3:22    |  |

| Digital download - EP - versão Austríaca, Alemã e Suíça |                                   |         |  |
| N.º                                                     | Título                            | Duração |  |
| 1.                                                      | "Be the One"                      | 3:23    |  |
| 2.                                                      | "New Love"                        | 3:59    |  |
| 3.                                                      | "Last Dance"                      | 3:49    |  |
| 4.                                                      | "Be the One" (With You Remix)     | 5:45    |  |
| 5.                                                      | "Be the One" (Max + Johann Remix) | 4:06    |  |
| 6.                                                      | "Be the One" (music video)        | 3:25    |  |
| 7.                                                      | "Last Dance" (music video)        | 3:48    |  |
| Duração total:                                          | Duração total:                    | 26:55   |  |

| Digital download – remixes EP |                                     |         |  |
| N.º                           | Título                              | Duração |  |
| 1.                            | "Be the One" (Shy Luv Remix)        | 3:28    |  |
| 2.                            | "Be the One" (Dillistone Remix)     | 3:47    |  |
| 3.                            | "Be the One" (Paul Woolford Remix)  | 6:21    |  |
| 4.                            | "Be the One" (Take a Daytrip Remix) | 4:08    |  |
| 5.                            | "Be the One" (Ten Ven Remix)        | 5:24    |  |
| 6.                            | "Be the One" (With You Remix)       | 5:45    |  |
| Duração total:                | Duração total:                      | 27:73   |  |

| CD single - versão Alemã |                |                                               |                                   |         |  |
| N.º                      | Título         | Compositor(es)                                | Produtor(es)                      | Duração |  |
| 1.                       | "Be the One"   | Lucy Taylor Digital Farm Animals Jack Tarrant | Digital Farm Animals Jack Tarrant | 3:23    |  |
| 2.                       | "Last Dance"   | Dua Lipa Stephen "Koz" Kozmeniuk Talay Riley  | Stephen "Koz" Kozmeniuk           | 3:49    |  |
| Duração total:           | Duração total: | Duração total:                                | Duração total:                    | 6:72    |  |

## Créditos
Créditos adaptados do encarte do álbum Dua Lipa.
- Dua Lipa – backing vocal, vocal
- John Davis – masterização
- Digital Farm Animals – produção, composição
- Serban Ghenea – mixagem
- João Hanes – engenharia para mixagem
- Jack Tarrant – guitarra, composição de músicas, produção vocal
- Lucy Taylor – backing vocal, composição
- Evelyn Quintal – gravação

## Charts

### Charts semanais
| Chart (2016–17)                                | Melhor posição |
| ---------------------------------------------- | -------------- |
| O campo songid é OBRIGATÓRIO PARA PARADA ALEMÃ | 11             |
| Argentina (Monitor Latino)                     | 5              |
| Austrália (ARIA)                               | 6              |
| Áustria (Ö3 Austria Top 75)                    | 7              |
| Bélgica (Ultratop 50 de Flandres)              | 1              |
| Bélgica (Ultratop 50 da Valônia)               | 42             |
| Escócia (Scottish Singles Chart)               | 4              |
| Eslováquia (Rádio Top 100)                     | 1              |
| Eslováquia (Singles Digitál Top 100)           | 35             |
| Espanha (PROMUSICAE)                           | 20             |
| Estados Unidos (Billboard Dance Club Songs)    | 1              |
| Estados Unidos (Billboard Mainstream Top 40)   | 40             |
| Finlândia (Radiosoittolista Airplay)           | 55             |
| França (SNEP)                                  | 42             |
| Grécia Digital Songs (Billboard)               | 9              |
| Hungria (Rádiós Top 40)                        | 5              |
| Hungria (Single Top 40)                        | 3              |
| Irlanda (IRMA)                                 | 25             |
| Itália (FIMI)                                  | 28             |
| Luxemburgo Digital Songs (Billboard)           | 8              |
| Nova Zelândia (Recorded Music NZ)              | 20             |
| Países Baixos (Dutch Top 40)                   | 5              |
| Países Baixos (Single Top 100)                 | 11             |
| Polónia (Polish Airplay Top 100)               | 1              |
| Polónia (Polish TV Airplay Chart)              | 1              |
| Portugal (AFP)                                 | 70             |
| Reino Unido (UK Singles Chart)                 | 9              |
| República Checa (Rádio Top 100)                | 12             |
| República Checa (Singles Digitál Top 100)      | 50             |
| Roménia (Airplay 100)                          | 13             |
| Suécia (Sverigetopplistan)                     | 100            |
| Suíça (Schweizer Hitparade)                    | 11             |

### Charts de fim de ano
| Chart (2016)                         | Posição |
| ------------------------------------ | ------- |
| Alemanha (Official German Charts)    | 72      |
| Austrália (ARIA)                     | 52      |
| Áustria (Ö3 Austria Top 40)          | 53      |
| Bélgica (Ultratop 50 Flanders)       | 10      |
| Eslovênia (SloTop50)                 | 15      |
| Hungria (Rádiós Top 40)              | 12      |
| Hungria (Single Top 40)              | 18      |
| Itália (FIMI)                        | 80      |
| Países Baixos (Dutch Top 40)         | 27      |
| Países Baixos (Single Top 100)       | 50      |
| Polônia (Polish Airplay Top 100)     | 3       |
| Suíça (Schweizer Hitparade)          | 51      |
| Chart (2017)                         | Posição |
| UK Singles (Official Charts Company) | 50      |
| US Dance Club Songs (Billboard)      | 2       |

## Histórico de lançamento
| Região         | Data                    | Formato                          | Gravadora        | Ref.   |
| -------------- | ----------------------- | -------------------------------- | ---------------- | ------ |
| Vários         | 30 de outubro de 2015   | Download Digital                 | Dua Lipa Limited | [ 52 ] |
| Vários         | 29 de janeiro de 2016   | Download Digital – EP de remixes | Dua Lipa Limited | [ 53 ] |
| Áustria        | 19 de fevereiro de 2016 | Download Digital – EP            | Vertigo Capitol  | [ 54 ] |
| Alemanha       | 19 de fevereiro de 2016 | Download Digital – EP            | Vertigo Capitol  | [ 55 ] |
| Suíça          | 19 de fevereiro de 2016 | Download Digital – EP            | Vertigo Capitol  | [ 56 ] |
| Alemanha       | 11 de Março de 2016     | CD single                        | Vertigo          | [ 57 ] |
| Reino Unido    | 30 de dezembro de 2016  | Contemporary hit radio           | Dua Lipa Limited | [ 58 ] |
| Estados Unidos | 21 de Março de 2017     | Contemporary hit radio           | Warner Bros.     | [ 59 ] |